# Potamogeton × variifolius
Potamogeton × variifolius là một loài thực vật có hoa lai ghép trong họ Potamogetonaceae. Loài này được Thore miêu tả khoa học đầu tiên năm 1803.